# Ronald Mutsaars
Ronald Mutsaars (né le 19 avril 1979 à Schijndel) est un coureur cycliste néerlandais, professionnel de 2002 à 2005 au sein de l'équipe Rabobank.

## Biographie
Ronald Mutsaars naît le 19 avril 1979 à Schijndel aux Pays-Bas.

## Palmarès et classements mondiaux

### Palmarès sur route
- 1998[1]
  - 2e du PWZ Zuidenveld Tour
- 1999
  - 6e étape du Tour de Lleida
  - 2e de la Course des chats
- 2000
  - Hasselt-Spa-Hasselt
  - Flèche namuroise
  - 3e de Paris-Tours espoirs
  - 3e du Zesbergenprijs Harelbeke
- 2001
  - 3e étape du Triptyque des Monts et Châteaux
  - 1re étape du Tour de Seine-et-Marne (contre-la-montre par équipes)
  - 3e du Tour de Thuringe
- 2004
  - 2e du Tour du Poitou-Charentes

### Résultats sur le Tour d'Espagne
2 participations
- 2003 : 138e
- 2004 : abandon (11e étape)

### Palmarès en cyclo-cross
- 1995-1996
  - 3e du championnat des Pays-Bas de cyclo-cross juniors
- 1996-1997
  - 3e du championnat des Pays-Bas de cyclo-cross juniors